# スイングドアオペレーター
スイングドアオペレーター（電動アシストドアクローザー）は、開き扉を人力ではなく電気などの動力によって行う設備のこと。

## 歴史
ヨーロッパでは、ホテルにドアマンが配置され、客のためにドアを開けていたが、本装置はそのドアマンの代わりとして開発された。
世界各国の自動ドアメーカーが開発している。
介護福祉の観点から車椅子利用者などのために、玄関ドア、エントランスなどに使用されるケースが増えている。
食品工場などでは、衛生上の対策として扉を触らずに出入りできるため採用され始めている。
後付で設置できるものもあり、大掛かりな工事を必要としない機器も多数存在する。

## 機構
スイングドアオペレーターは、オペレータ本体、センサー、スイッチなどで構成される。
オペレーター部駆動装置と制御装置からなる開閉装置
センサー部開閉するドアの表面に設置する衝突防止安全補助センサー、開閉を自動化するサッシ部分もしくは天井などに設置するセンサーで人や物を自動で検地する装置
スイッチ開閉をさせるために設置されるスイッチで、ワイヤレスのタッチスイッチ、非接触スイッチなどの装置

## 種類
後付タイプ既存のドアに取り付けが可能なため、比較的安価に設置できる
工事も最短で１日で設置できるものもあり、すぐに運用できる
最近では、かなりパワーのあるものがあり、大きな扉にも十分対応できる
フロア埋め込み型フロアーに駆動部を埋め込むため、扉、床、枠などに工事が必要なため費用と工期がかかるが大掛かりな扉には適している